# Marcos Leonardo
Marcos Leonardo Santos Almeida (Brazília, Itapetinga, 2003. május 21. –) brazil utánpótlás-válogatott labdarúgó, az el-Hilál csatára.

## Pályafutása

### Klubcsapatokban

#### Santos
2014 augusztusában, egy próbajátékot követően csatlakozott a Santos utánpótlás akadémiájához. 2019. október 23-án írta alá első, három évre szóló profi szerződését a klubbal.
2020. július 21-én került fel a Santos felnőtt csapatához, majd augusztus 20-án bemutatkozott a brazil országos bajnokság élvonalában is a Recife ellen 1–0-ra megnyert bajnokin.
Szeptember 15-én debütált a Copa Libertadoresben, október 4-én pedig első bajnoki gólját is megszerezte a Goiás elleni 3–2-es győzelem során. Október 20-án győztes gólt szerzett a Copa Libertadoresben a paraguayi Defensa y Justicia ellen, ezzel őú lett a sorozat történetének hatrodik legfiatalabb gólszerzője, egyben a negyedik legfiatalabb brazil.
2022. január 15-én szerződést hosszabbított a Santosszal, 2026 nyaráig. Ezt követően csapata első számú csatára lett, 2023. október 8-án a brazil csapat történetének 50 legeredményesebb játékosa közé is bekerült.

#### Benfica
2024. január 5-én a portugál élvonalban szereplő Benfica szerződtette, Marcos Leonardo öt és fél évre szóló szerződést írt alá a lisszaboni klubbal. A Benfica 18 millió neurót fizette érte a Santosnak, kivásárlási árát pedig 150 millió euróban rögzítették.
Első három bajnoki mérkőzésén a Rio Ave, a Boavista és az Estrela da Amadora ellen egyaránt csereként lépett pályára a második félidőben, és mindegyik bajnokin góllal segítette győzelemhez csapatát. Február 15-én az Európa-ligában is bemutatkozhatott Arthur Cabral cseréjeként, és az utolsó percekben büntetőt harcolt ki a Toulouse ellen, amelyet Ángel Di María gólra váltott, a Benfica pedig 2–1-re megnyerte a találkozót. A szezon végéig 14 bajnoki hétszer volt eredményes. A 2024–2025-ös szezon első három fordulójában egy gólt szerzett.

#### el-Hilál
2024. szeptember 2-án a nemzetközi sportsajtó általános megdöbbenését kiváltva, 21 évesen, az európai klubfutball egyik legígéretesebb csatártehetségeként a szaúdi el-Hilál csapatához szerződött, öt évre szóló szerződést aláírva.

### A válogatottban
Sokszoros brazil utánpótlás-válogatott, a 2023-as U20-as világbajnokságon 5 góllal a második legeredményesebb játékos volt az olasz Cesare Casadei mögött.

## Családja
Édesapja, Marcos Coringa szintén labdarúgó volt, igaz Bahia állambeli amatőr versenyeken lépett csupán pályára.

## Sikerei, díjai
Egyéni
- A 2023-as U20-as világbajnokság ezüstcipőse 5 góllal